# Chojna
Chojna este un oraș în Polonia, cu o populație de 7.300 de locuitori, situat pe Odra în apropiere de granița cu Germania.